# 2017 في إثيوبيا
فيما يلي قائمة بأحداث عام 2017 في  إثيوبيا.

## في السلطة
- الرئيس : مولاتو تيشومي
- رئيس الوزراء هايلي مريام ديسالين

## أحداث

### يناير
- 10 يناير - اكتمل خط سكة حديد أديس أبابا وجيبوتي أخيرًا من إنشاء وصلة عالية السرعة مع جيبوتي.[1]

### مارس
- 12 مارس: مقتل ما لا يقل عن 48 شخصًا في انهيار أرضي في مكب نفايات بالعاصمة أديس أبابا.[2]

### أغسطس
- 3 أغسطس - الوكالة الأمريكية للتنمية الدولية توسع مساعداتها الغذائية لإثيوبيا وكينيا لمساعدتهما في مواجهة المجاعة. تم التبرع بمبلغ 137 مليون دولار لإثيوبيا.[3]